# Fabrica (centro de investigación)
Fabrica es un centro de investigación en comunicación financiado por el Grupo Benetton en Catena di Villorba, en la provincia de Treviso. Fundado por Oliviero Toscani y Luciano Benetton en 1994, inspirándose en The Factory de Andy Warhol, produjo y creó, entre otros proyectos, la revista Colors, distribuida en 70 países de todo el mundo.
El centro tiene como objetivo combinar la cultura con la industria y ofrece a jóvenes menores de 25 años la oportunidad de un crecimiento creativo y un intercambio multicultural y multidisciplinario. Tiene su sede en Villa Pastega Manera, un edificio del siglo XVII cerca de Villorba, restaurado y ampliado por el arquitecto japonés Tadao Andō.
Jóvenes artistas, diseñadores, periodistas y creadores de todo el mundo son invitados al centro y reciben una beca, que cubre gastos de viaje, dietas y formación y recursos profesionales. Los residentes trabajan en las áreas de diseño, comunicación visual, fotografía, video, música y edición bajo la guía de maestros y coordinadores del centro, combinando proyectos personales con trabajo para clientes. En tres décadas han pasado por el centro de formación más de 800 jóvenes.
La primera publicación realizada fue Iranian Living Room, creada por 15 fotógrafos iraníes, a quienes inicialmente se les prohibió pagar a través del sistema de pago PayPal por tener la palabra "iraní" en el título. La estancia es de seis meses con la propuesta de desarrollar un proyecto con una temática concreta que deben abordar desde un punto de vista contemporáneo y creativo".

## Directores artísticos
Cuando Oliviero Toscani y Luciano Benetton decidieron crear la Fabrica en 1993, surgió el problema de elegir la figura del director artístico del centro; Inicialmente se planteó la posibilidad de proponerle el proyecto al líder cubano Fidel Castro, quien fue invitado por Luciano Benetton a través de una carta pública, con el objetivo de "establecer y desarrollar un vínculo entre diferentes culturas y tradiciones y entre el individuo y la industria". . Sin embargo, el líder rechazó rápidamente la propuesta y la elección recayó entonces en la figura del cineasta estadounidense Godfrey Reggio, conocido por su obra Koyaanisquatsi. El director asumió el puesto hasta 1997, momento en el que Fabrica se dividió en departamentos. Entre los directores artísticos posteriores más conocidos se encuentran Marco Müller (1998-2004), Babak Payami (2008-2010), Dan Hill, Erik Ravelo y el propio Toscani (2017-2018). En 2022 el director del Programa Fabrica y maestro de residentes es asumido por el español Carlos Casas quien a su vez fue alumno en 1998.

## Proyectos
A lo largo de tres décadas años, Fabrica ha producido numerosos proyectos, nacidos de las ideas de los jóvenes creativos del centro que también han logrado obtener numerosos premios internacionales.
Entre los diversos proyectos realizados por los "fabricanti", destaca Lavoratori, un reportaje sobre los ciudadanos extracomunitarios que trabajan en las industrias del Nordeste publicado en 1999 bajo la dirección de Oliviero Toscani y con el patrocinio de la Región del Véneto. En el año 2000 se publicó "1000 objetos extraordinarios/ordinarios", una colección de los objetos más locos del siglo XX.
En 2001, bajo la dirección creativa del diseñador español Jaime Hayón (1997-2003) se inauguró Fabrica Features, una serie de espacios comerciales y culturales que, además de ofrecer los productos diseñados y seleccionados por Fabrica, presentan en su interior espacios reservados para la puesta en escena de conciertos, proyecciones de videos, presentaciones de artistas, conferencias, exposiciones, instalaciones y talleres de fotografía y arte.
Además de los dos espacios permanentes ubicados en Bolonia y Lisboa, a lo largo de los años se han ido añadiendo algunas tiendas temporales ubicadas en Londres, Madrid, Oporto, Ámsterdam, Estambul y Hong Kong. Además, en 2003, la editorial Electa decidió publicar dos veces al año Fabrica Files, una colección de proyectos realizados en la Fabrica durante los seis meses transcurridos entre una edición y otra.
Además de la creación de libros, proyectos de diseño y fotográficos, Fabrica es famosa por sus controvertidas campañas publicitarias, inspiradas en el trabajo de su fundador, Oliviero Toscani. Particularmente ilustrativa es la campaña UNHATE, lanzada por los artistas del centro el 16 de noviembre de 2011 y ganadora del Festival Ad de Cannes, que incluye una serie de iniciativas y eventos coordinados con el beso como tema central, símbolo universal del amor, intercambiado entre políticos Líderes y religiones del mundo.
En 2012, la fundación UNHATE vuelve con otra campaña, también llevada a cabo por los "fabricantes" del centro, sobre el tema del desempleo juvenil, con el título Desempleado del año, en reconocimiento de la OIT (Organización Internacional del Trabajo). estimación que prevé una tasa global de desempleo juvenil del 12,7%, con más de 75 millones de jóvenes desempleados de entre 15 y 24 años. Para apoyar la campaña, se realizó una película, dirigida por el director estadounidense Tristan Patterson, que retrata algunos momentos de la vida de los jóvenes "NINI" (Ni trabaja ni estudia), sus luchas contra la indiferencia para encontrar un trabajo.

## Publicaciones
Iranian Living Room. Treviso, Italia: Fabrica, 2013. ISBN 978-88-908346-5-3. Segunda edición. Texto en inglés e italiano. Presentaciones de Vanna Vannuccini, Hamid Ziarati y Enrico Bossan. Fotografías de Mohammad Mahdi Amya, Majid Farahani, Saina Golzar, Sanaz Hajikhani, Hamed Ilkhan, Ali Kaveh, Mahshid Mahboubifar, Mehdi Moradpour, Sahar Pishsaraeian, Negar Sadehvandi, Hashem Shakeri, Sina Shiri, Ali Kaveh y Morteza Soorani.

## Producciones cinematográficas

### Largometrajes
- Moloch, dirigida por Alexandr Sukurov, Russia-Germania-Italia, 1999
- Seventeen Years dirigida por  Zhang Yuan, 1999
- No Man's Land, dirigida por Danis Tanović, 2001

### Cortos
- Evidence, regia di Godfrey Reggio, 1997
- Vanish, regia di Daniel Schwarz, 2012
- De Versicoloribus Naturalium Ludis, regia di Artem Ludyankov, 2012
- Los Rosales, regia di Daniel Ferreira, 2014

### Documentales
- Afterwords, de Gianfranco Rosi, Carlos Casas, Jean Sebastien Lallemand, 2001
- Rocinha. Ritratto di una Favela, de Carlos Casas, 2003
- Aral, Fishing in an Invisible Sea, de Carlos Casas, Saodat Ismailova, 2004
- Solitudine alla Fine del Mondo, regia di Carlos Casas, Fernando Zuber, 2005
- Fabbrica dei Martiri, regia di Camilla Cuomo, Annalisa Vozza, 2008
- Hunters since the beginning of Time, regia di Carlos Casas, 2008
- I am Jesus, regia di Valerie Gudenus, Heloisa Sartorato, 2010
- Not To Be, regia di Chelsea McMullan, 2011
- Deragliamenti, de Chelsea McMullan, 2011
- Devil Comes to Koko, de  Alfie Nze, 2015
- La Gente Resta, de Maria Tilli, 2015
- Beatrice, de Lorena Alvarado, 2017
- Drew Nikonowicz - Notes from Anywhere, de Mattia Mura, 2017
- Shame and Soul, de Marco Pavan, 2017[19]